# Internet Broadway Database
База даних театрів Бродвею в Інтернеті (англ. Internet Broadway Database, IBDb) — база даних про бродвейські постановки та їх персонал.
IBDb — офіційний архів театрів Бродвею. У ньому знаходяться записи про бродвейські постановки, починаючи з XVIII століття, а також цікаві факти та статистика. База була задумана 1995 року Карен Хаузер, головою Науково-дослідного відділу ліги американських театрів і продюсерів.